# Минная полоса
Ми́нная полоса́ — элемент минного заграждения, состоящий из нескольких мин, поставленных случайным образом с движущегося носителя. В отличие от минных банок и линий, характеризуется не координатами, а шириной и направлением. Характерна для постановки самолётами, где предсказать точку падения мины невозможно.
Сочетание минных банок, минных линий, минных полос и отдельных мин создает минное поле в районе.